# Йоландо Піно
Йола́ндо П́іно Сааве́дра (ісп. Yolando Pino Saavedra; *17 червня 1901, Парраль, Чилі — 5 квітня 1992, Сантьяго, Чилі) — чилійський письменник, фольклорист і перекладач; доктор філософії, академік, професор, членом Чилійської академії мов; найвидатнішим досягненням є збереження і популяризація прозового фольклору Чилі.

## З життєпису
Народився в комуні Парраль, розташованій у VII регіоні Чилі Мауле. Первісток залізничного службовця та жінки, яка померла, коли Йоланло не минуло й 3-х років. Від раннього дитинства Йоландо постійно переїздив до Вальдівії та назад до Парраля через роботу свого батька. Останній одружився вдруге і в Йоландо з'явилось семеро зведених братів. З дорослішанням Піно успішно навчався в середній школі та відчував великий потяг до поезії.
У 1920 році він вступив до Педагогічного інституту Чилійського університету в Сантьяго, і того ж року познайомився з молодим Нефталі Рейєсом на курсах, які його потік ділив зі студентами-французькими філологами. Обоє з Парраля, вони потоваришували і протягом років навчання ділилися як навчанням, так і власними літературними спробами.
Отримавши ступінь професора іспанської мови, Йоландо Піно поїхав до Німеччини, щоб отримати ступінь доктора філософії в Гамбурзькому університеті. Там він вивчав теорію літератури і методи філологічних і літературних досліджень. Хоча Піно був глибоко відданий студіям, не полишав інтересу й до поезії; втім, перестав писати, відколи дав прочитав один зі своїх віршів вчителю з німецької, а той висловився негативно щодо його поезії. 
Отже, Піно продовжив навчання, додавши, паралельно до наукових досліджень, курси загальної літератури та сучасної німецької літератури. В останні роки написання докторської дисертації він все-таки повернувся до читання віршів, але не своїх. Цього разу він вибрав для читання невідомого Пабло Неруду, який відмовився від свого справжнього імені Нефталі Рейєс. Ось як Йоландо Піно вперше переклав і продекламував «Двадцять віршів про кохання» та «Відчайдушну пісню» німецькою для групи прусських учителів у Берліні.
Після закінчення навчання в Гамбурзькому університеті Йоландо повернувся до Чилі як один із перших чилійців, які отримали докторський ступінь за кордоном. Тут, на батьківщині, він почав працювати в Чилійському університеті на кафедрі стилістики, композиції та естетики літератури. 
Вершиною його академічної кар'єри стало деканство факультету філософії та гуманітарних наук Чилійського університету в 1941 році. Але термін його перебування на посаді декана факультету був недовгим — страйк студентів педагогічного інституту унеможливив переобрання призначеного винним Йоландо Піно, який, відтак, покинув свою посаду і всі наміри змінити внутрішню структуру факультету. Проте цей факт вивявився доленосним у його подальшій кар'єрі, адже у наступні роки Йоландо розпочав свою діяльність з порятунку та дослідження чилійського фольклору.
Отже, починаючи від квітня 1948 по 1960 рік Йоландо Піно щоліта вибирався в чилійську провінцію і об'ї́здив таким чином значну частину території країни. Цікавим є факт, що до усної прози дослідник звернувся мало не випадково, коли вишукуючи виконавців народної поезії (пісень), якось записав від одного селянина спершу 2 веселі оповідки, а потім весь його репертуар оповідача, після чого вирішив остаточно присвятити себе саме збереженню  прозового фольклору чилійців. Таким чином він побував у Кокімбо, Ілляпелі, Ла-Уньйоні, Ріо-Буено, Лос-Андесі, Вальдивії, Лос-Лагосі, Вальпараїсо, Лаго-Ранко тощо. Всюди він знаходив селян, мапуче, простих людей, які працювали на землі, але мали особливий дар: були оповідачами. Фольклорист невтомно фіксував усну прозу чилійського народу. Результатом цієї кропіткої роботи стало його тритомне зібрання чилійських народних казок.
У наступні десятиліття Піно продовжував свою діяльність фольклориста, а також брав участь у роботі Чилійської академії мови. Він опублікував нові антології усних оповідок і здійснив декілька робочих поїздок за кордон: до Німеччини, Франції, Англії та Сполучених Штатів. 
У 1992 році серцевий напад обірвав життя Йоландо Піно. Його останки кремували, а прах розвіяли над гірськими водами річки Мапочо.

## З доробку
Magnum opus Йоландо Піно Сааведри — три томи «Чилійських народних казок» (Cuentos Folkloricos de Chile, 1960-1962). Також він є упорядником ще декількох антологій народної прози чилійців, зокрема англійською.
Збірки чилійських оповідок Й. Піно мають солідний науковий апарат і відповідні коментарі, він також є автором низки фольклористичних статей, які в т.ч. перекладені іноземними мовами. 
Як перекладач Йоландо Піно відзначився тим, що в 1960 році видавництво Editorial Nascimento опублікувало перше двомовне (німецько-іспанське) видання віршів австрійського класика лірики Райнера Марії Рільке Gedichte Poesías, переклад і передмову до якого зробив саме Йоландо Піно. 
Вибрана бібліографія
- Cuentos Folklóricos de Chile Tomo I (1960).
- Cuentos Folklóricos de Chile Tomo II (1961).
- Cuentos Folklóricos de Chile Tomo III (1962).
- Folktales of Chile (1967).
- Cuentos Orales Chileno Argentinos (1970).
- Cuentos Mapuches de Chile. (1987).
- Cuentos Folklóricos Chilenos de Raíces Hispánicas (1992).

## Джерело-посилання
- Prieto, Luis В пам'ять про Йоландо Піно Сааведру на repositorio.uchile.cl (ісп.)